# Неолітична революція

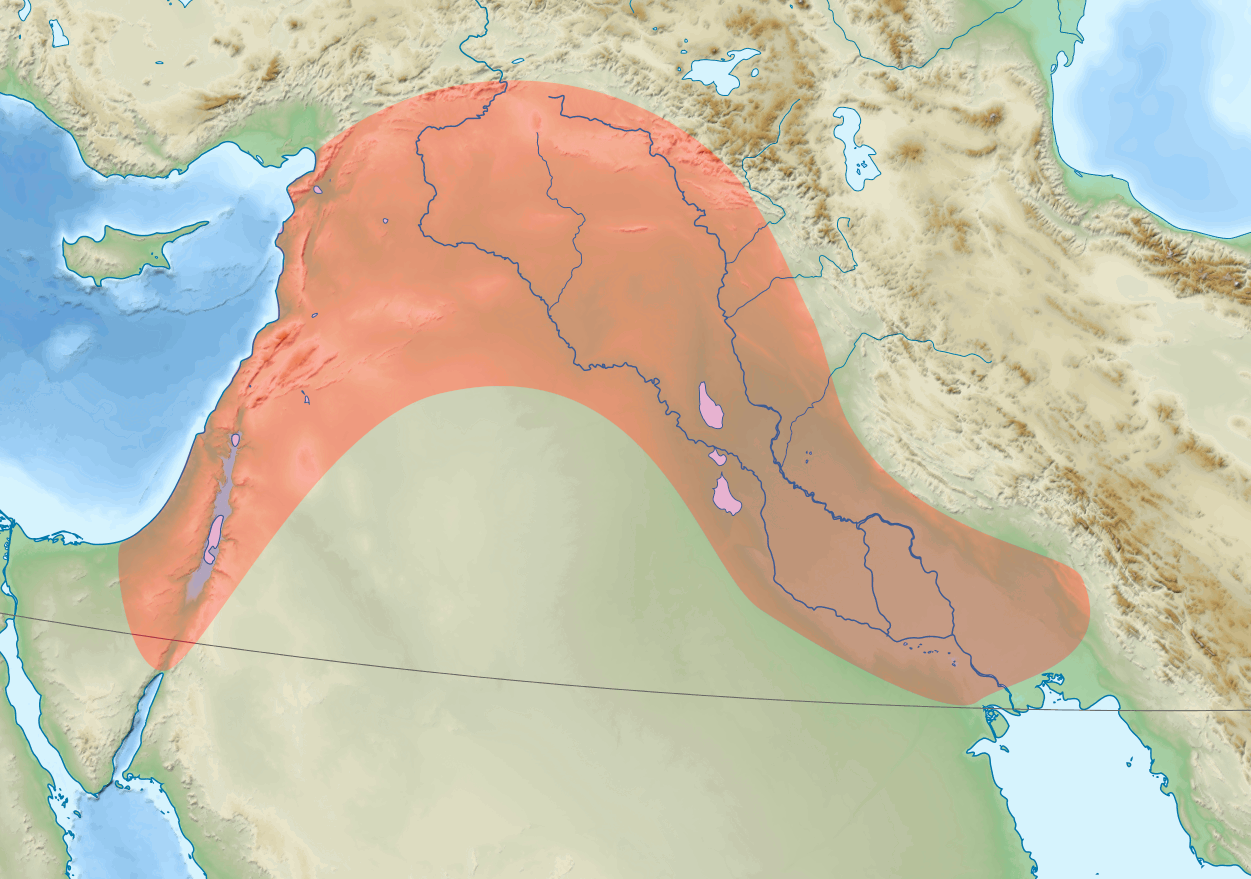
Родючий півмісяць

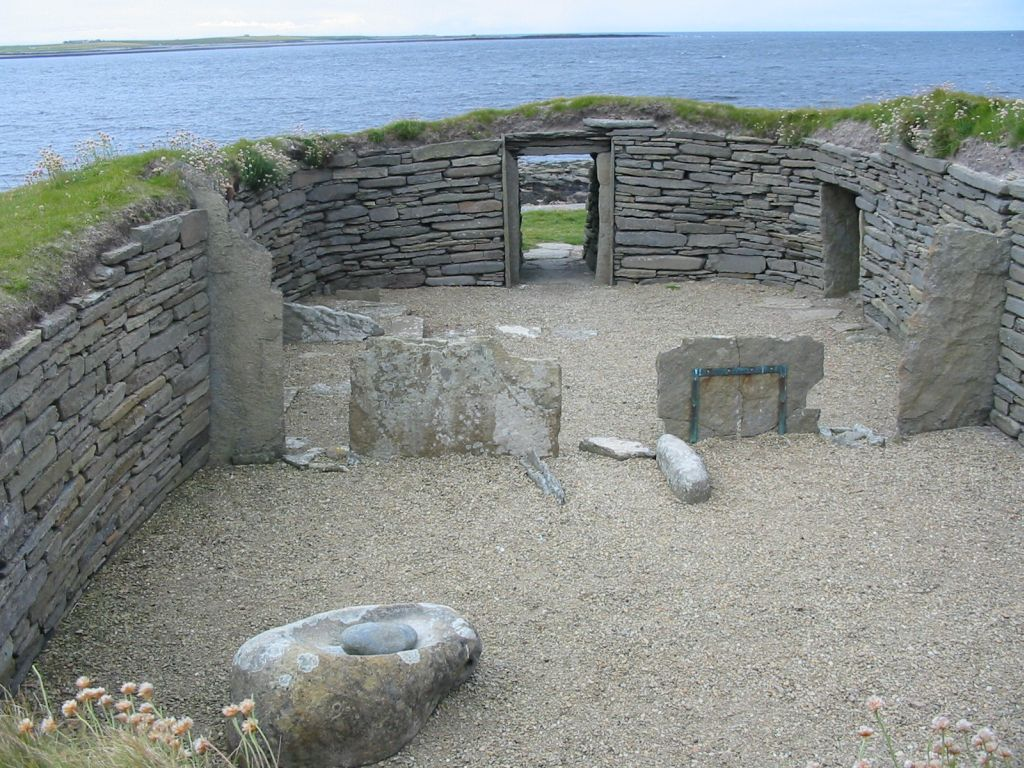
Неп-оф-Хауар, поселення землеробів, що датується 3500—3100 роками до н. е.

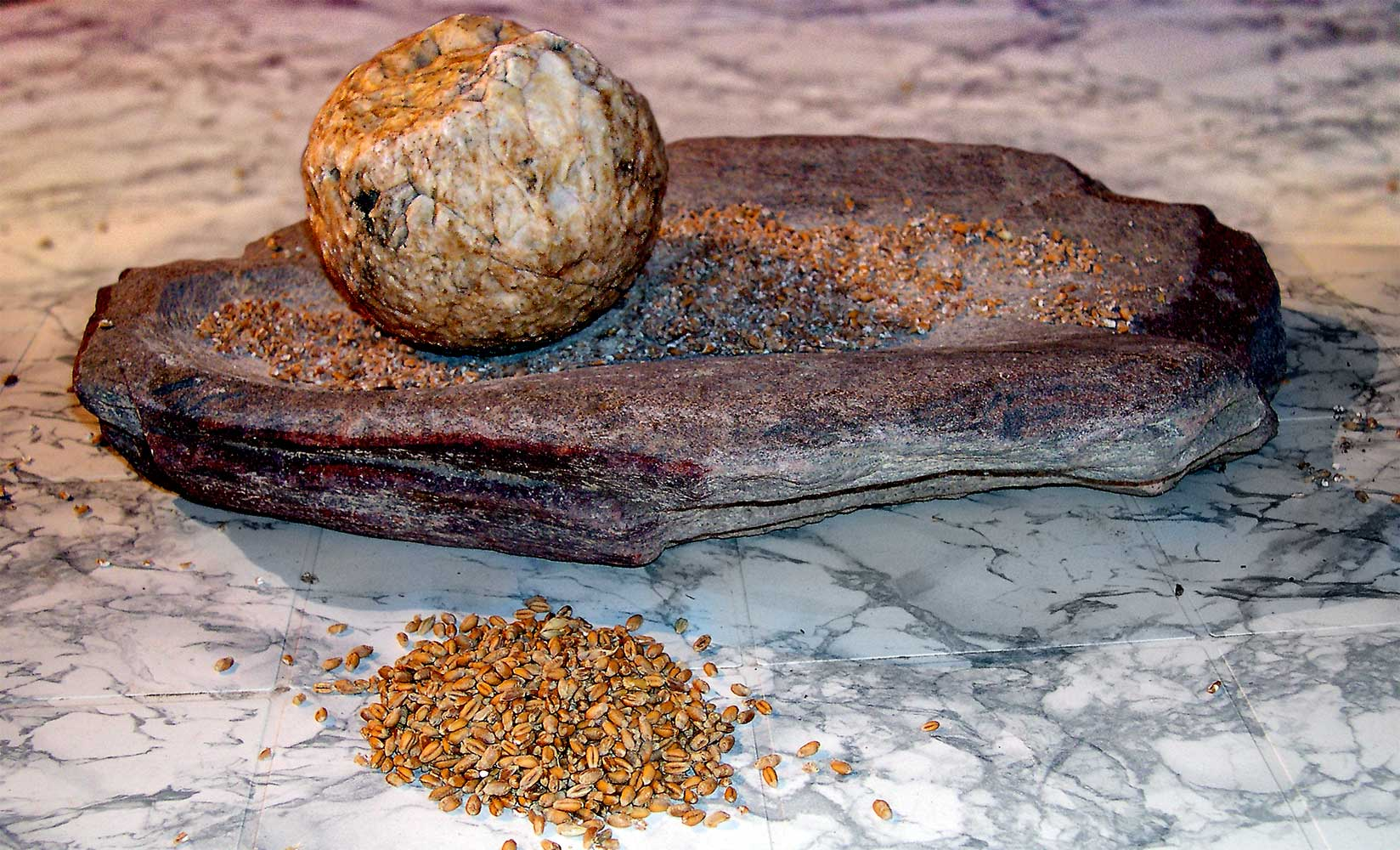
Неолітичний камінь для обробки зерна

Неолітична революція — історичний період переходу в епоху неоліту від привласнювального до відтворювального типу господарства, виникнення тваринництва, землеробства. Цей процес сприяв також народженню ремесел та торгівлі.

## Термінологія
Термін «неолітична революція» увів у 1949 англійський археолог Гордон Чайлд. Неолітична революція полягала в тому що людина від полювання і збиральництва перейшла до відтворювального господарства, тобто почала розводити тварин (рогата худоба, коні, подекуди дикі свині) та почала вирощувати рослини замість того, щоб шукати їх. В епоху мезоліту, що тривала у XI—VIII тис. до н. е., на всіх заселених людиною територіях перестав позначатися вплив останньої фази зледеніння. Сучасні клімат, флора і фауна набули своїх нинішніх географічних меж. Людина набула всіх біологічних характеристик сучасної людини, а людство розділилося на раси. В епоху неоліту (VIII-III тис. до н. е.) у географічно віддалених людських спільнотах відбулася ціла серія драматичних технологічних і соціальних змін, котрі називаються «неолітичною революцією». Її сутність полягає у переході від господарства привласнювального (збиральництва, мисливства і рибальства) до виробляючого, аграрного господарства — (землеробства та скотарства). Саме тому неолітичну революцію називають також «аграрною революцією».

## Клімат, флора та фауна
Культурне пристосування до життя у післяльодовикових природних умовах спочатку вилилося в активізацію збиральництва. На території Східного Середземномор'я і Малої Азії вперше виникла й одержала поширення практика розведення тварин і культивування рослин. З рослин це полба, пшениця, ячмінь, сочевиця, тобто ті рослини, які вимагали винайдення певних навичок готування, щоб бути вживаними до їжі. Першими продуктивними домашніми тваринами були вівця й коза, велика рогата худоба була приручена згодом. Зрозуміло, що всі ці нові явища мали значні соціальні і культурні наслідки. Коли виробництво їжі одержало широке розповсюдження і в людей з'явилися постійні її запаси, суспільство одержало можливість у широких масштабах перейти до стійкої осілості.

## Вплив на людство
Дослідження останніх років показують, що дана революція не була безумовно вигідною для людства, на відміну від думки яку популяризували в СРСР. Після переходу на вирощування їжі людство не стало розумнішим, а мисливці-збирачі знали таємниці природи за довго до цього, оскільки від знання тварин на які вони полювали, та рослин які вони шукали залежав їхній добробут та виживання. Сільськогосподарська революція породила землеробів, життя яких було набагато важчим, так як без сучасних технологій, засобів праці та обробки землі їм доводилося жадно вгризатись в землю, та працювати на ній цілими днями, виконуючи роботу для якої людство не було пристосоване. На відміну від збирачів, мисливці, за даними сучасних досліджень витрачалили всього декілька годин в день для видобутку їжі, а решту часу присвячували відпочинку. Така швидка і не стабільна зміна продуктів харчування для мисливців насправді дозволяла їм харчуватись різними свіжими продуктами, які були набагато кориснішими за те, що змогли отримувати землероби.

## Ремесла
В той же час виникають нові види ремесла: ткацтво, обробка обсидіану (вулканічного скла) і початки металургії. В епоху неоліту люди також навчились обпалювати глину, перетворюючи її в особливу речовину — (кераміку) з метою надання виробам з неї твердості, міцності, водонепроникності, вогнестійкості. Освоєння виробництва кераміки стало одним з найважливіших досягнень людини у боротьбі за існування. Варіння їжі в глиняному посуді дозволило істотно урізноманітнити раціон. Поява кераміки стала однією з основних ознак неолітичної епохи. Більше того, цей винахід знаменує справжню революцію, подію величезної ваги у розвитку людства. Адже до цього людина використовувала тільки дане їй у готовому вигляді природою — обпалюючи ж глину, вона створювала новий, невідомий у природі матеріал. Також кераміка мала велике значення і в розвитку естетичного почуття: прикрашаючи вигадливим узором виготовлені нею посудини, людина поступово вдосконалила мистецтво орнаменту, відмічене все більшою геометричною стрункістю, ритмом барв і ліній, народжених її творчим натхненням.

## Населення
У результаті всього цього, населення Землі колосально зросло, різко розширилася і сфера природокористування. Виникає соціальна організація, що базується на сільському господарстві, а саме — родоплемінний лад, в якому поряд з родовими велику роль відіграють сусідські і територіальні відносини. Утверджується патріархат: голови патріархальних родів не тільки здійснюють владу над родичами, але й беруть участь в управлінні племенем. З'являється інституція племінного вождя, що виконує функції військово-політичного управління. У кінці епохи починається обробка металів (золота, срібла, міді), тому останній період неоліту (IV-III тис. до н. е.) називають мідною добою — енеолітом.
Прогрес господарства й ускладнення соціального життя вплинули на розвиток духовної культури неолітичного суспільства. З'явились перші карти — позначення маршрутів, нанесених на деревну кору, дерево чи шкіру. Одержала значного розвитку піктографія, за допомогою якої тепер могли здійснюватись досить складні записи. Такі записи відомі у племен Північного Сибіру, американських індіанців, у багатьох суспільствах Меланезії і тропічної Африки. Записуватись могли повідомлення, призначені для передачі на відстань (пропозиції дарообміну, встановлення мирних відносин, любовні листи тощо), так і для збереження у часі (фіксація пам'ятних подій). Існували цілі піктографічні хроніки, наприклад, знаменита «Валам олум» («Червоний запис») північноамериканських індіанців-делаварів, котрі зобразили 184 малюнками на деревній корі усі свої історичні перекази — від початку світобудови до появи у країні європейських колонізаторів. У деяких племен з лічильних мотузок розвинулись своєрідні еквіваленти піктографії, що передавали думку формою, кольором й розташуванням вузликів («вузликове письмо») або черепашок.

## Міфологія
Нові умови життя знайшли своє відображення і в міфології. Вона стала більш розвинутою, включивши до себе етіологію не тільки людей, тваринного і рослинного світу, найпростіших суспільних інституцій, але і культурних рослин, домашніх тварин, складних соціальних установлень, нерідко і світобудови у цілому. У ранньоземлеробських суспільствах одержали поширення міфи про шлюб чоловіка-Неба й жінки-Землі як початку усіх початків. Так, згідно з папуаськими міфами, животворні дощі проливаються тоді, коли Небо і Земля кохаються. У більшості племен північноамериканських індіанців вважається, що отець-Небо й мати-Земля — батьки усього сущого. Деякі землеробсько-скотарські племена вважають, що оскопляючи самців домашніх тварин, вони запліднюють землю. У той же час зростання соціальної ролі чоловіків широко відобразилось у міфах про створення світу чоловіком без участі жінки. Характерний міф західно-африканського племені бауле, в якому світ сотворила не жінка, а її син.

## Релігійні уявлення
Такою ж мірою еволюціонувала й ускладнилась релігія. У міру накопичення знань про навколишній світ і про самих себе люди пізньої палеолітичної общини все менше ототожнювали себе з природним середовищем, все більше усвідомлювали свою залежність від незвіданих надприродних сил. Ці сили бачились добрими і злими. У результаті старі уявлення про дуалістичний поділ предметів і явищ природи вилився в уявлення про споконвічну боротьбу доброго і злого начал. Добрим силам стали поклонятись як постійним захисникам і покровителям роду, общини, племені; протиборчі їм злі сили старались умилостивити. Змінився зміст тотемізму: тотемні «родичі» і «предки» зробились об'єктом релігійного поклоніння. Надалі зооморфні предки стали витіснятись антропоморфними, і тотемізм продовжував зберігатись не стільки як жива система вірувань, скільки в пережитках (наприклад, у тотемних назвах й символах родів). На основі анімізму став складатись культ природи, що уособлювалась в образах духів тваринного й рослинного світу, земних і небесних сил.
З виникненням землеробства зароджується культ вирощуваних рослин і тих сил природи, від яких залежало їх зростання, особливо сонця й землі. Наприклад, ірокези шанували духів маїсу, гарбуза й бобів, називаючи їх «трьома сестрами», «нашим життям» або «нашими годувальницями», і уявляли їх в образі трьох жінок в одязі з листя відповідних рослин. Чотири з шести свят ірокезів були пов'язані із землеробством: це були свята нового року, сівби, зеленого зерна і врожаю. Уявлення про Сонце як про запліднююче чоловіче й Землю як запліднюване жіноче начало разом з циклічністю благотворної дії Сонця породило його шанування як умираючого і воскресаючого духу плодоріддя. Одержала поширення магічна практика зміцнення сили Сонця, посилення плодоріддя Землі, викликання дощу тощо. Подібним же чином виникав культ покровителів худоби й розвивалась специфічно скотарська магічна практика.
З розвитком родоплемінної організації стала зароджуватись віра в духів померлих прабатьків, що допомагали людям. Виник культ предків. Як правило, він був культом чоловічих предків, хоча у матріархальних суспільствах вже почав складатись культ жіночих предків-прародительок, також відомий на пізніших стадіях соціокультурного розвитку. Одночасно привертає увагу те, що чи не більшість духів-покровителів уявлялись у вигляді жінок. Слід думати, що вони розвинулись з давніших культів господарок й берегинь домашнього вогнища, культу плодоріддя тощо
До культу суспільних лідерів було ще далеко, але вже були деякі його передумови. Вони створювались вірою у наявність в людей якоїсь надприродної сили, обмеженої у пересічних одноплемінників і дієвої у старійшин, воєначальників, чаклунів. Ця віра існувала майже повсюдно, але в науці за нею закріпилося меланезійське слово «мана». Поступово навіть виникла віра в те, що хорошу мана може одержати не тільки кревний родич, але і всякий, що скуштував від тіла її носія. Так з'явилась практика з'їдати серце або печінку вбитого ворога і релігійний канібалізм стосовно своїх родичів, особливо видатних.

## Мистецтво
В образотворчому мистецтві в основному продовжувався перехід до умовної манери виконання, який розпочався ще в епоху мезоліту. У графіці, живопису і пластиці цього часу відбите прагнення до навмисної спрощеності, зображення замість цілого якої-небудь його характерної частини, нерідко до значної стилізації. Так, якщо в ранніх неолітичних петрогліфах Євразії порівняно легко ідентифікуються зображення людей і тварин, то в пізньому неоліті вони часто ледь пізнавані. У загальній же масі висічених на скелях знаків переважають кола, спіралі, хрести, півмісяці, свастики й інші солярні й місячні символи. Те ж фіксується етнографічно, наприклад, в еволюції африканських масок, у яких в міру розвитку пізніх первісних громад посилювалася умовна манера.
Дуже поширився декоративний напрямок в образотворчому мистецтві, тобто оздоблення всіх предметів побуту, особливо одягу, начиння і зброї художнім розписом, різьбленням, вишивкою, аплікацією тощо Широко розповсюдився розпис кераміки, часто багатоколірний.
Відомо безліч умовних зображень епохи палеоліту і реалістичних — епохи неоліту, але все-таки можна сказати, що образотворче мистецтво палеоліту було частіше реалістичним, а неоліту — частіше умовним. Чим пояснюється цей поворот у стилі образотворчої діяльності людини? Одні вчені зв'язують його зі зміною матеріалу, наприклад, з тим, що люди від розпису стін печер перейшли до оздоблення кераміки, інші — з розвитком абстрактного мислення, треті — з поширенням протописемної передачі інформації, деякі — з ускладненням релігійних уявлень, що вимагали навмисного відхилення зображень від подібності з земними оригіналами. Згідно із ще однією точкою зору, поворот у первісному мистецтві був зв'язаний з тим, що з переходом від мисливсько-риболовецького господарства до землеробства і скотарства інтерес до звіра вже став слабшати, а інтерес до людини ще тільки зароджувався.
Продовжували розвиватися й інші форми мистецтва, зокрема усна, музична і танцювальна творчість. У казках, легендах, піснях й інших жанрах усного фольклору виникли сюжети, що відображали залежність людини від родючості землі і плодючості тварин. Казки в одних племен ще слабко відокремлені від міфів, в інших стали самостійним жанром. Поряд з родовими й особистими з'явилися пісні статево-вікових груп і особливо чоловічих об'єднань. У ряді племен суперництво через жінок або боротьба за владу породили звичай змагання в піснях, іноді у формі напівжартівливої лайки (взаємного паплюження).
У піснях завжди був присутній музичний елемент, що досягався ритмізацією або інструментальним супроводом. У числі музичних інструментів з'явилися нові, постачені резонаторами струнні інструменти, ускладнені мембранні барабани, багатостовбурні «флейти Пана». У танцювальному фольклорі також з'явилися нові види, тісно зв'язані з землеробством і скотарством. Це, наприклад, так звані «безсоромні танці» родючості. Вони існували чи не у всіх ранніх хліборобів і хліборобів-скотарів і описані, зокрема, М. Миклухо-Маклаєм у папуасів: «Жінки рухаються повільно, роблячи маленькі кроки і виставляючи зад, яким вони крутять з боку убік; оскільки тулуб при цьому нахилений вперед, то груди при цьому бовтаються». Існували і сидячі танці з коливальними рухами, що археологічно зафіксовані ранніми трипільськими жіночими статуетками з відкинутим назад корпусом. У чоловічих будинках при ініціаційних та інших обрядах виконувалися специфічно чоловічі танці члена.
В кінці епохи неоліту виникають перші архітектурні споруди з великих каменів, які називають мегалітичними. Найпростішою спорудою є менгір — великий, грубо оброблений камінь, вертикально встановлений на поверхні землі. Найбільша кількість цих пам'яток збереглась на півночі Франції, у Бретані, де в епоху бронзи й заліза мешкали племена кельтів. Розміри менгірів коливаються від 1 м до 20 м. Зрозуміло, що транспортування й встановлення менгіра потребували величезних зусиль, можливо, вони споруджувались на честь важливих подій, видатних осіб, були могильними пам'ятниками і представляли певні божества.
Складнішою мегалітичною спорудою був дольмен — два вертикальних камені, на яких горизонтально лежить третій. Саме тут починається архітектура, як вид мистецтва: розподіл елементів споруди на підтримуючі (опори) і на перекриваючі (перекриття). Поступово конструкція дольмена ускладнюється, вертикальних опор ставало усе більше; поєднуючись одна з одною, вони утворювали стіни поховальної камери, перекриттям для якої служила кам'яна плита, що лежала на них. Засипаний ззовні штучним пагорбом землі (курганом), дольмен ставав місцем поховання, гробницею, свого роду монументальним помешканням померлих — знатної особи або цілого роду. З часом розміри поховальних камер збільшились, перекриття навчились робити у декілька шарів кам'яного кладення, напускаючи їх один над одним, поки вони не змикались посередині. Така конструкція одержала назву фальшивого склепіння, тому що вона передає все навантаження на опори вертикально, без бокової розпірки. Ще один крок — і виникає перший купол, найбільш довершена у конструктивному відношенні форма покриття гробниці-дольмену.
Найбільш складним й загадковим з усіх типів мегалітичних споруд можна вважати кромлех. Припускають, що це було святилище, яке служило місцем жертвоприношень та інших ритуальних урочистостей, пов'язаних із захороненням померлих. Деякі особливості орієнтації найвідомішого у світі кромлеха у Стоунхенджі (Англія) наводять думку на те, що він відображає астральні вірування й, відповідно, астрономічні пізнання людини того часу. Встановлені по зовнішньому периметру Стоунхенджа масивні кам'яні блоки утворюють правильне коло і пов'язані воєдино спільною горизонтальною лінією кам'яного перекриття. Очевидно, що регулярна повторюваність однотипних прорізів була цілком свідомо застосованим архітектурним прийомом. Зовнішня огорожа Стоунхенджа ясно показує розподіл конструкції на опори й перекриття і в цьому сенсі може бути названа прототипом колонади.

## Знаряддя праці
В кінці епохи неоліту були відкриті колесо і плуг, почали використовувати робочу худобу, з'явилися торгові міста. До 3500 р. до н. е. у зоні алювіальних ґрунтів Південної Месопотамії і Єгипту виник міський спосіб життя, з'явилися перші держави і царська влада, монументальне мистецтво й архітектура, писемність; отже, можна говорити про виникнення цивілізації.
Протягом II тис. до н. е. тривала бронзова доба‚ що характеризувалася розповсюдженням металургії бронзи (сплаву міді з іншими металами, найчастіше — оловом), бронзових знарядь праці, зброї і прикрас. Епоха бронзи — час відокремлення скотарства від землеробства й виникнення чисто скотарських племен, які кочували зі своїми стадами величезними просторами Євразії. У кінці періоду племена об'єднуються у племінні союзи, які ведуть між собою запеклі війни. У цей час з'являється поливне землеробство, писемність, архітектура. Розквітають рабовласницькі цивілізації Західної Азії, Північно-Східної Африки, формуються цивілізації Південної і Східної Азії.
На початку І тис. до н. е. поширюється металургія заліза і виготовлення залізних знарядь праці і зброї — розпочинається залізна доба. Застосування заліза дало могутній стимул розвиткові виробництва і тим самим прискорило суспільний розвиток. У період залізної доби у більшості народів Євразії розпочинаються процеси державотворення. Це час розквіту цивілізацій Стародавньої Греції і Риму, Індії і Китаю.